# Pharaphodius desertoides
Pharaphodius desertoides är en skalbaggsart som beskrevs av S. Endrödi 1964. Pharaphodius desertoides ingår i släktet Pharaphodius och familjen Aphodiidae. Inga underarter finns listade i Catalogue of Life.